# 元温
元温（？—528年5月17日），北魏宗室，齐郡王，罗振玉《魏书宗室传注·世系表》认为可能是前任齐郡敬王元祐（去世于神龟二年（519年））的子孙。
北魏孝庄帝武泰元年（528年）四月，手握兵权的使持节、侍中、都督中外诸军事、大将军、尚书令、领军将军、领左右太原王尔朱荣萌生异志，杀元温等宗室及公卿以下二千余人，史称河阴之变。尔朱荣随后后悔，上表请求赠被杀诸王三司，为死者子孙立后授封爵，诏从之。